# Lasioglossum sexstrigatum
Lasioglossum sexstrigatum là một loài Hymenoptera trong họ Halictidae. Loài này được Schenck mô tả khoa học năm 1870.